# Daïra d'El Hamadia
La daïra d'El Hamadia est une daïra d'Algérie située dans la wilaya de Bordj Bou Arreridj et dont le chef-lieu est la ville éponyme de El Hamadia.

## Localisation
La daïra d'El Hamadia est située au Sud de la wilaya de Bordj Bou Arreridj.

## Histoire
Le territoire de la daïra d'El Hamadia correspond au territoire de l'ancienne tribu des Ouled Khelouf. Durant l'Algérie française, la tribu fut rattachée administrativement par arrêté du 7 mars 1881 à la commune mixte de Bordj-bou-Arréridj (département de Constantine) puis à la commune mixte des Maâdid en 1890. La tribu des Ouled-Khelouf était limitée : au nord, par le douar Mansoura, les territoires de colonisation d'Aïn-Defla et d'El-Achir, les douars de Medjana, de Bordj
occidental et de Bordj oriental, et le territoire de colonisation de Galbois ; à l'est, par le douar de Sidi-Embarek, le territoire de colonisation de Cérez et la tribu des Ayad ; au sud, par la tribu des Maâdid, le douar de M'tarfas et la tribu des Ouled-Mansour ou Madhi ; à l'ouest, par la tribu de Kherabcha et les douars de Dalaà et de Dréat.
Les Ouled-Khelouf descendraient d'une peuplade berbère qui serait venue s'installer dans la contrée, sous la conduite de son chef, Yacoub ben Khelouf, au commencement du XIVe siècle. À côté de ce premier noyau, vinrent se fixer d'autres immigrants partis des tribus voisines et notamment de celles des Ayad et des Hachem. Enfin, en 1808, arrivèrent les Ouled-Guendouz qui, de même que les Ayad et les Hachem, descendent. Le passé historique des Ouled-Khelouf est intimement lié à celui de la famille des Mokrani, dont presque tous les membres ont leurs tombeaux dans la tribu. Pendant plus de trois siècles, ils en ont suivi la fortune, prenant part à toutes les luttes qui éclatèrent entre les diverses branches de cette famille, toujours en discorde. Après la prise de Constantine, la tribu des Ouled-Khelouf fut comprise dans les territoires placés sous l'autorité du khalifat Ahmed ben Mohammed El Mokrani. Néanmoins, sa soumission ne date réellement que du passage aux Bibans de la colonne du duc d'Orléans (28 octobre 1839). En 1841, le général Négrier traversa la tribu par la vallée de l'oued Ksob pour se rendre à M'sila. À son retour, il laissa à Bordj-bou-Arréridj 300 hommes sous le commandement du capitaine Dargent. Ce dernier fit construire à Medjez dans la tribu des Ouled-Khelouf, un caravansérail destiné à la fois à la surveillance de la vallée de l'oued Ksob et au campement des troupes de passage. En 1871, les Ouled-Khelouf se laissèrent entraîner dans le mouvement insurrectionnel et, sous la conduite de leurs caïds Ali ben Bou-Renan, Brahim ben Dahmane, prirent part au siège et au pillage de la ville de Bordj-bou-Arréridj. Les troupes françaises, commandées par le général Saussier, livrèrent plusieurs combats sur leur territoire, s'emparèrent, après une vive résistance, du village de Rabta, et, finalement, rejetèrent les insurgés dans les montagnes des Maâdid après leur avoir infligé des pertes sérieuses. La fuite d'Ahmed Bou-Mezrag El Mokrani dans le Sahara mit fin à leur résistance. Le soulèvement des Ouled-Khelouf fut suivi d'une sévère répression. Une contribution de guerre de 40.000 francs leur fut imposée; leurs biens furent, en outre, frappés de séquestre collectif par arrêtés des 16 juillet 1872 et 21 août 1875. Pour se racheter des effets de cette mesure, la collectivité a versé une soulte en espèces de 113.595 francs et abandonné à l'état une superficie de 2,700 hectares qui ont été utilisés par la colonisation pour la création du centre de Lecourbe. Le territoire de la tribu, d'une superficie de 71.388 hectares, désignée par arrêté du 24 avril 1891 pour l'application du sénatus-consulte du 22 avril 1863, fut divisé en 4 douar-commune (Ksour, Zeggueur, Mekarta, Rabta).

## Communes de la daïra
La daïra d'El Hamadia comprend quatre communes : El Ach, El Hamadia, Ksour et Rabta.